# Sjever SAD-a
Sjever SAD-a ili Sjeverne Sjedinjene Države se odnosi na veliko zemljopisno područje Sjedinjenih Američkih Država. Odjel popisa Sjedinjenih Država djeli neke od najsjevernijih država SAD-a na Srednje-zapadno područje i Sjevero-istočno područje. Odjel popisa također uključuje države SAD-a unutar Zapadnog područja koje se nalaze uz sjevernu granicu s Kanadom.
Sve ili dio područja se ponekad naziva "Sjever", ponekad u suprotnosti s "Jugom". Povijesno gledano, jedna definicija za Sjever SAD-a je da se sastoji od ne-robovlasničkih država koje su ostale vjerne Uniji Sjedinjenih Država u vrijeme Američkog građanskog rata.